# Rebel Yell (singolo)

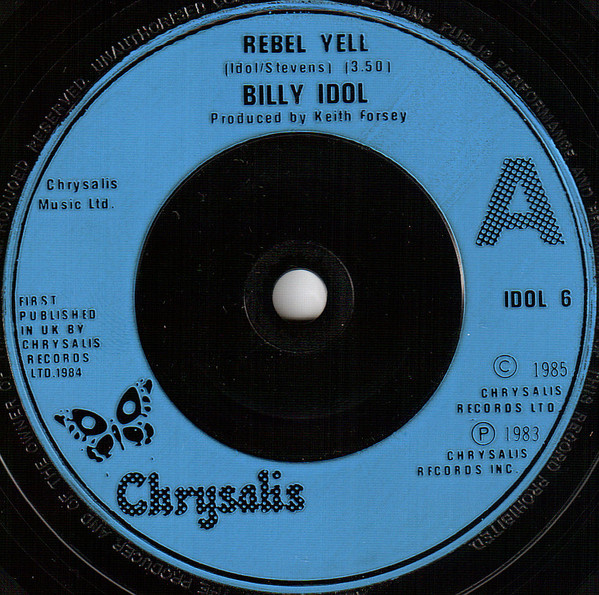

Rebel Yell è un singolo del cantante britannico Billy Idol, pubblicato il 24 ottobre 1983 come primo estratto dall'album omonimo.

## Cover

### Versione degli Scooter
È stata realizzata una cover da parte del gruppo musicale tedesco Scooter ed è stata pubblicata il 9 maggio 1996 come terzo singolo estratto dall'album Our Happy Hardcore.

### Altre cover
In seguito sono state realizzate numerose cover da altrettanti artisti tra cui Rockets, Northern Kings, Children Of Bodom, HIM e Queensrÿche.